# Сажнов, Николай Иванович
Николай Иванович Сажнов — советский хозяйственный и государственный деятель, лауреат Государственной премии СССР за выдающиеся достижения в труде.

## Биография
Родился в 1936 году. Член КПСС с 1961 года.
В 1952—1991 годах — шлифовщик инструментального цеха Волгоградского завода / производственного объединения по тракторным деталям и нормалям.
Депутат Верховного Совета СССР 11-го созыва. Делегат XXVI съезда КПСС.
Жил в Волгограде.

## Награды
- Орден Ленина (1982)
- Орден Трудового Красного Знамени
- Орден Знак Почёта

## Сочинения
- Сажнов, Николай Иванович. Я — шлифовщик: [Рассказ шлифовщика Волгогр. произв. об-ния по тракт. деталям и нормалям] / Н. И. Сажнов; [Лит. запись Р. Г. Карапетяна]. — Волгоград: Ниж.-Волж. кн. изд-во, 1983. — 48 с.; 20 см.